# Robert Vernon (1er baron Lyveden)
Pour les articles homonymes, voir Robert Vernon et Vernon.
Robert Vernon, 1er baron Lyveden, (23 février 1800 - 10 novembre 1873), connu sous le nom de Robert Vernon Smith jusqu'en 1859, est un homme politique du Parti libéral britannique.

## Jeunesse et éducation
Vernon est le fils de Robert Percy Smith, et le neveu de Sydney Smith, chanoine de St Paul. Sa mère est Carolina Maria Vernon, fille de Richard Vernon. Il fait ses études à Christ Church, Oxford (classiques de 2e classe 1822).

## Carrière politique
Il est élu député de Tralee en 1829, siège qu'il occupe jusqu'en 1831, puis siège pour Northampton de 1831 à 1859. Lorsque les Whigs accèdent au pouvoir en 1830 sous Lord Grey, il est nommé Lord du Trésor (whip du gouvernement), et le reste lorsque Lord Melbourne devient Premier ministre en juillet 1834. Les Whigs quittent leurs fonctions en novembre de la même année, mais reviennent déjà en avril 1835, lorsque Vernon est nommé secrétaire du Board of Control par Melbourne, où il reste jusqu'en 1839. Il est ensuite sous-secrétaire d'État aux Colonies de 1839 à 1841. La dernière année, il est également admis au Conseil privé. Il n'occupe de nouveau ses fonctions qu'en février 1852, lorsqu'il est nommé secrétaire à la guerre dans la première administration de Lord John Russell. Cependant, le gouvernement est tombé le même mois. Lorsque les libéraux (comme les Whigs étaient maintenant connus) reviennent au pouvoir en 1855 sous Lord Palmerston, Vernon est nommé président du Board of Control, avec un siège au cabinet, poste qu'il conserve jusqu'à la chute du gouvernement en mars 1858. La Révolte des cipayes a lieu pendant son mandat. L'année suivante, il est élevé à la pairie en tant que baron Lyveden, de Lyveden dans le comté de Northampton et en 1879, il est nommé Chevalier Grand-Croix de l'Ordre du Bain (GCB).
En 1845, il est nommé l'un des commissaires laïcs de Lunacy.

## Famille

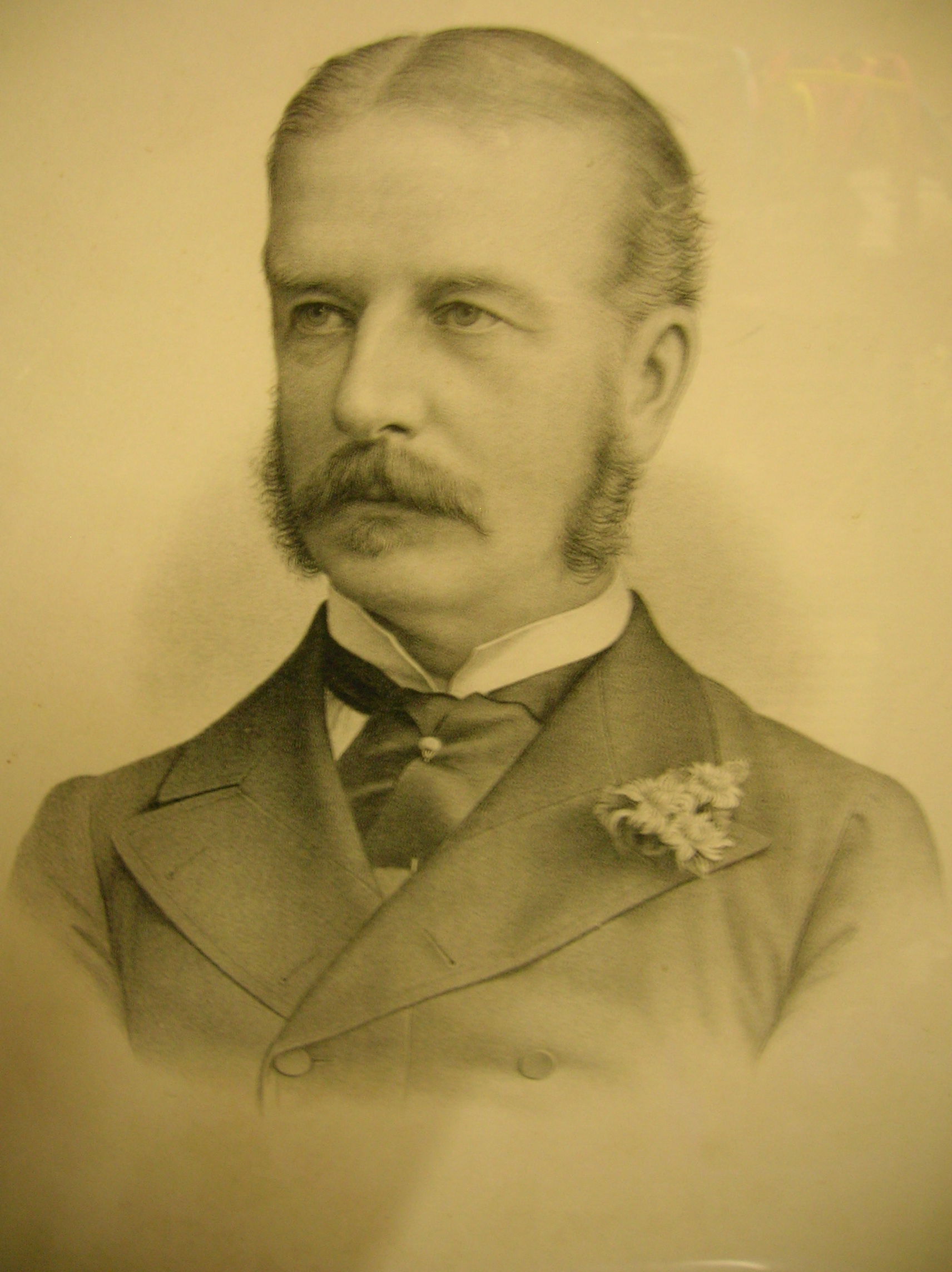
Greville Richard Vernon, fils de Lord Lyveden.

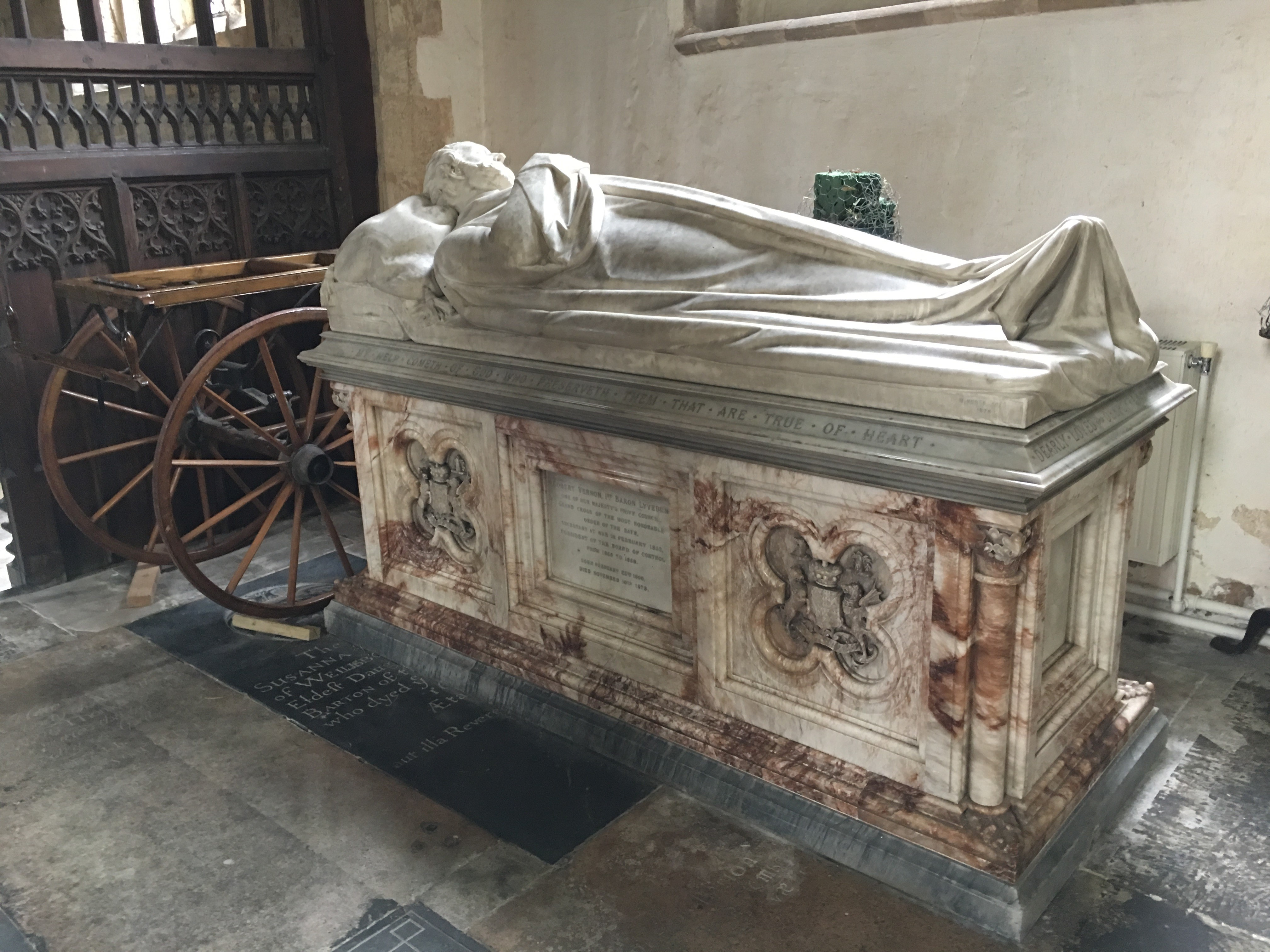
Tombe de Robert Vernon, 1er baron Lyveden dans l'église Saint-André, Brigstock, Northamptonshire

Lord Lyveden épouse Emma Mary Fitzpatrick, fille et cohéritière du comte de Upper Ossory, en 1823. En 1846, il prend pour ses enfants par licence royale le nom de famille de Vernon au lieu de Smith et en 1859, il prend pour lui-même par licence royale le même nom de famille à la place de Smith. Lord Lyveden est décédé en novembre 1873, à l'âge de 73 ans, et son fils Fitzpatrick Vernon (2e baron Lyveden) lui succède à la baronnie. Lord Lyveden est membre du Reform Club, du Travellers Club et de Brooks.
Sa tombe est située dans l'église de St Andrew à Brigstock, Northamptonshire.

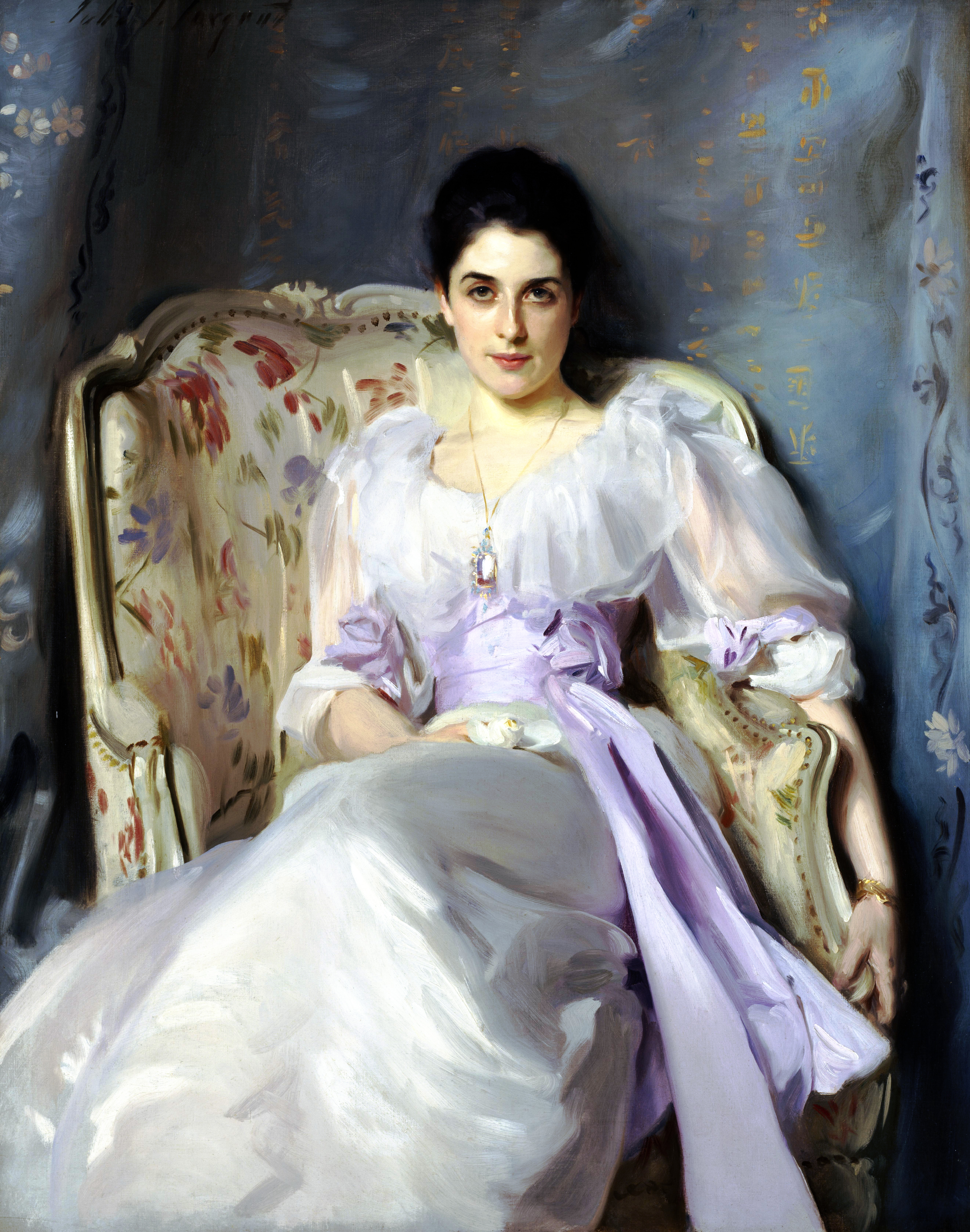
Lady Agnew of Lochnaw, 1892
John Singer Sargent
Édimbourg, Galerie nationale d'Écosse

Le peintre américain John Singer Sargent réalise en 1892 le portrait de sa petite fille Gertrude Vernon (1864-1932), fille de Gowran, à la demande son époux Andrew Noel Agnew, un avocat qui hérite de la baronnie et des domaines de Lochnaw à Galloway.